# موسوعة ميتالوم
موسوعة ميتالوم هو موقع ويب من نوع قاعدة بيانات موسيقية على النت أنشئ في 17 يوليو 2002.

## وصلات خارجية
- الموقع الرسمي